# Гойя (премия, 1992)
VI церемония вручения премии «Гойя» состоялась 7 марта 1992 года. Ведущие — Айтана Санчес-Хихон и Хосе Коронадо.

## Номинации

### Главные премии
| Лучший фильм | Лучший режиссёр |
| --- | --- |
| - Любовники / Amantes - Дон Жуан в аду / Don Juan en los infiernos - Король изумленный / El rey pasmado | - Висенте Аранда – Любовники / Amantes - Пилар Миро – Повелитель теней / Beltenebros - Иманол Урибе – Король изумленный / El rey pasmado |
| Лучший актёр | Лучшая актриса |
| - Фернандо Гильен – Дон Жуан в аду / Don Juan en los infiernos - Габино Диего – Король изумленный / El rey pasmado - Хорхе Санс – Любовники / Amantes                                                              | - Сильвия Мунт – Крылья бабочки / Alas de mariposa - Виктория Абриль – Любовники / Amantes - Марибель Верду – Любовники / Amantes |
| Лучший актёр второго плана | Лучшая актриса второго плана |
| - Хуан Диего – Король изумленный / El rey pasmado - Хосе Луис Гомес – Повелитель теней / Beltenebros - Хавьер Гурручага – Король изумленный / El rey pasmado                                                       | - Кити Манвер – Всё что угодно за хлеб / Todo por la pasta - Мария Барранко – Король изумленный / El rey pasmado - Кристина Маркос – Высокие каблуки / Tacones lejanos                                                                                                  |
| Лучший оригинальный сценарий | Лучший адаптированный сценарий |
| - Крылья бабочки – Эдуардо Бахо Ульоа и Хуанма Бахо Ульоа - Всё что угодно за хлеб – Луис Мариас - Любовники – Альваро дель Амо, Висенте Аранда и Карлос Перес Меринеро                                            | - Король изумленный – Хоан Потау и Гонсало Торренте Мальвидо / El rey pasmado - Как быть женщиной и при этом не погибнуть – Кармен Рико-Годой / Cómo ser mujer y no morir en el intento - Повелитель теней – Марио Камус, Пилар Миро и Хуан Антонио Порто / Beltenebros |
| Лучший режиссёрский дебют | Лучший иностранный фильм на испанском языке |
| - Хуанма Бахо Ульоа – Крылья бабочки / Alas de mariposa - Ана Белен – Как быть женщиной и при этом не погибнуть / Cómo ser mujer y no morir en el intento - Мануэль Гомес Перейра – Коктейль с соусом / Salsa rosa | - Граница • Чили - Привет, Хемингуэй • Куба - Иерихон • Венесуэла - Техника дуэли • Колумбия |

### Другие номинации
| Лучшая операторская работа | Лучший монтаж |
| --- | --- |
| - Повелитель теней — Хавьер Агирресаробе / Beltenebros - Дон Жуан в аду — Карлос Суарес / Don Juan en los infiernos - Король изумленный — Ханс Бурман / El rey pasmado                                      | - Повелитель теней — Хосе Луис Матесанс / Beltenebros - Высокие каблуки — Хосе Сальседо / Tacones lejanos - Любовники — Тереса Фонт / Amantes                                                     |
| Лучшая работа художника | Лучший продюсер |
| - Король изумленный — Феликс Мурсия / El rey pasmado - Дон Жуан в аду — Вольфганг Бурман / Don Juan en los infiernos - Повелитель теней — Фернандо Саэнс и Луис Вальес / Beltenebros                        | - Король изумленный — Андрес Сантана / El rey pasmado - Дон Жуан в аду — Алехандро Васкес / Don Juan en los infiernos - Повелитель теней — Хосе Гарсия Аррохо / Beltenebros                       |
| Лучший звук | Лучшие спецэффекты |
| - Король изумленный — Хильес Ортон и Рикард Касальс / El rey pasmado - Повелитель теней — Карлос Фаруоло, Мануэль Кора и Альберто Эрено / Beltenebros - Высокие каблуки — Жан-Поль Мюжель / Tacones lejanos | - Повелитель теней — Реес Абадес / Beltenebros - Всё что угодно за хлеб — Кит Уэст / Todo por la pasta - Капитан Эскалаборн — Марселья де Маркис / Capità Escalaborns                             |
| Лучшие костюмы | Лучший грим |
| - Король изумлённый — Хавьер Артиньяно / El rey pasmado - Дон Жуан в аду — Yvonne Blake / Don Juan en los infiernos - Высокие каблуки — Хосе Мария Коссио / Tacones lejanos                                 | - Король изумленный — Романа Гонсалес и Хосефа Моралес / El rey pasmado - Высокие каблуки — Хесус Монкуси и Грегорио Рос / Tacones lejanos - Повелитель теней — Хуан Педро Эрнандес / Beltenebros |
| Лучшая музыка | Лучший короткометражный фильм |
| - Король изумленный — Хосе Ньето - Всё что угодно за хлеб — Бернардо Бонецци / Todo por la pasta - Дон Жуан в аду — Алехандро Массо / Don Juan en los infiernos                                             | - Чёрная вдова / La Viuda Negra - Эдуардо / Eduardo - Добродетельница / La Doncella Virtuosa - Ни с тобой, ни без тебя / Ni Contigo Ni Sin Ti                                                     |

## Премия «Гойя» за заслуги
- Эмильяно Пьедра